# Хесен-Рейнфелс
Хесен-Рейнфелс (на немски: Landgrafschaft Hessen-Rheinfels) е ландграфство заедно с бившето Графство Катценелнбоген, създадено през 1567 г. от Ландграфство Хесен (1541 – 1583).

## История
След смъртта на ландграф Филип I фон Хесен (1541 – 1583) ландграфството Хесен се разделя, според неговото завещание, между четиримата му сина от първия му брак с Христина Саксонска (1505 – 1549). Третият му син Филип II Млади (1541 – 1583) е първият и единствен ландграф на Хесен-Рейнфелс.
Страничната линия Хесен-Рейнфелс измира още през 1583 г. с бездетния Филип II в замък Рейнфелс († 20 ноември 1583). Ландграфството Хесен-Рейнфелс или Графство Катценелнбоген е поделено между неговите братя от Хесен-Касел (получава главната част), също Хесен-Дармщат и Хесен-Марбург.
През 1627 г. Мориц (1572 – 1632), ландграф на Хесен-Касел от 1592 до 1627 г., образува второ (млада линия) Ландграфство Хесен-Рейнфелс, Хесен-Ротенбург, Хесен-Ешвеге и Хесен-Ванфрид.
Неговият малък син Ернст (1623 – 1693) от втория брак с Юлиана фон Насау-Диленбург (1587 – 1643), става ландграф на Хесен-Рейнфелс (1627 – 1658) и на Хесен-Рейнфелс-Ротенбург (1658 – 1693).  През 1658 г. титлите на Хесен-Рейнфелс и Хесен-Ротенбург са обединени в Ландграфство Хесен-Рейнфелс-Ротенбург.
От 1711 г. към Хесен-Рейнфелс е присъеденено ландграфството Хесен-Ванфрид. Вилхелм Млади (1671 – 1731) е от 1711 до 1731 г. ландграф на Хесен-Ванфрид и Хесен-Рейнфелс.
След Виенския конгрес 1815 г. остатъците от Рейнфелс/Катценелнбоген преминават към Прусия.